# Герасимов, Василий (биатлонист)
Василий Герасимов (5 февраля 1985) — российский биатлонист, чемпион России. Мастер спорта России.

## Биография
Представлял Новосибирскую область, ШВСМ г. Новосибирска и спортивное общество «Динамо». На любительских соревнованиях также представлял Кожевниковский район Томской области.
На чемпионате России 2009 года стал чемпионом в гонке патрулей в составе сборной Новосибирской области.
Призёр соревнований «Ижевская винтовка» в эстафете.
Завершил профессиональную карьеру в конце 2000-х или начале 2010-х годов. В дальнейшем принимал участие в любительских соревнованиях по биатлону и лыжным гонкам. Победитель соревнований «Лыжня России» 2015 года в Новосибирске.